# Олександрійський парк (Рівненська область)
Олександрійський парк — парк-пам'ятка садово-паркового мистецтва місцевого значення в Україні. Об'єкт природно-заповідного фонду Рівненської області. 
Розташований у межах Рівненського району Рівненської області, в селі Олександрія. 
Площа 5 га. Статус надано згідно з рішенням облвиконкому від 22.11.1983 № 343 (зміни згідно з рішенням облвиконкому від 18.06.1991 № 98). Перебуває у віданні Олександрійської сільської ради. 
Статус надано з метою збереження давнього парку, де зростають вікові дерева 22 видів.